# John Kelly (polityk)
John Kelly (ur. 20 kwietnia 1822 w Nowym Jorku, zm. 1 czerwca 1886 w Nowym Jorku) – amerykański polityk, członek Partii Demokratycznej.

## Działalność polityczna
W okresie od 4 marca 1855 do rezygnacji 25 grudnia 1858 przez dwie kadencje był przedstawicielem 4. okręgu wyborczego w stanie Nowy Jork w Izbie Reprezentantów Stanów Zjednoczonych.